# 甘藍
甘藍（学名：Brassica oleracea）是十字花科植物，具多個變種，依食用部位概略分為：花用甘藍（花椰菜、西蘭花）、葉用甘藍（高麗菜、葉用不結球甘藍、芥藍）、莖用甘藍（苤藍）等，是被人類廣泛食用的蔬菜。

## 變種
- 白花甘蓝 Brassica oleracea var. albiflora Kuntz.
- 結球甘藍（Cabbage），包括高麗菜、皺葉甘藍、普通甘藍、紫甘藍。
- 球莖甘藍（Kohlrabi），即苤藍。
- 抱子甘藍（Brussels sprout）。
- 花椰菜（Cauliflower）。
- 青花菜（Broccoli）。
- 羽衣甘藍（Kale），包括菜用及觀賞用。
- 芥藍（Chinese kale / Gai Lan）。

## 擴展閱讀
[在维基数据编辑]
 《植物名實圖考·甘藍》，出自吳其濬《植物名實圖考》